# Долин, Владимир Гдальевич
Владимир Гдальевич Долин (9 января 1932 — 25 февраля 2004) — украинский советский энтомолог, колеоптеролог, специалист по жукам-щелкунам (Coleoptera, Elateridae), доктор биологических наук. Член-корреспондент АН УССР (с 1985). Президент Украинского энтомологического общества (1993—2005). Почётный член Польского энтомологического общества.

## Биография
Родился в Торкове в еврейской семье: отец, Гдаль Львович Долин был инженером-химиком, мать, Ванда Владимировна Городецкая, преподавала музыку. Во время войны семья была эвакуирована в Дзержинск, где отец работал на военном заводе, а в 1949 году поселилась в Киеве. Детство провёл в Поволжье. Готовился поступать в Московский институт международных отношений, но из-за болезни и переезда семьи в Киев в 1949 году поступил на биологический факультет Киевского университета, после окончания которого там же остался работать с 1956—по 1959 годы на должности младшим научным сотрудником . В 1959 устроился на работу в Украинском Института защиты растений, где с 1967 по 1975 был заместителем директора. В 1962 году под руководством Александра Филипповича Кришталя защитил кандидатскую диссертацию под руководством А. Ф. Крышталя на тему «Личинки жуков-щелкунов (Elateridae) Украинской ССР». В 1974 году защитил докторскую диссертацию на тему «Жуки-щелкуны (Elateridae, Coleoptera) (морфология, экология, систематика, филогения, хозяйственное значение, меры борьбы)». В 1975 переходит на работу в Институт зоологии им. И. И. Шмальгаузена НАН. Член учёного совета биологического факультета и Института зоологии АН УССР. С 1976 по 2005 заведующий отделом общей и прикладной энтомологии, в 1976—1980 заместитель директора в Институте зоологии НАН Украины. В 1978 году присвоено звание профессора. Член редакционного совета журнала «Вестник зоологии». Президент Украинского энтомологического общества (1993—2005). Член-корреспондент АН УССР (с 1985). Первая жена — Надежда Прохоровна Масюк (1930—2009) — альголог, доктор биологических наук, профессор. Вторая жена — Римма Васильевна Андреева (1941) — энтомолог, доктор биологических наук.

## Научная деятельность
Основные работы посвящены энтомологии (систематики, филогении, морфологии современных и ископаемых жуков-щелкунов, жужелиц, слепней и бабочек) и защите растений.
Разработал оригинальную филогенетическую систему Элатероидных жесткокрылых (Coleoptera). Впервые описал 15 родов, около 400 видов насекомых (из них 32 ископаемые), одно ископаемое семейство Praelateriidae Dolin, 1973. Один из основателей и признанный глава украинской школы почвенной энтомологии. Собрал богатую коллекцию личинок жуков-щелкунов, описал их для более чем 200 видов, изучил их распространение и экологические особенности, трофические связи и хозяйственное значение личинок-проволочников.
В течение 1952—2004 годов Долин совершил многочисленные экспедиционные поездки по Украине, на Дальний Восток России, в Среднюю Азию, Закавказье и на Мадагаскар.
Долин собрал три больших коллекции жуков, хранящиеся в Институте зоологии. Одна из них содержит более 30 000 экземпляров жуков-щелкунов, что составляет примерно 2000 видов из почти 250 родов. Также исследователем собрано более 4000 экземпляров личинок щелкунов, около 300 видов из 72 родов — крупнейшая в мире коллекция. В дополнение наглядно не менее 5000 экземпляров жужелиц рода Carabus — более 600 видов и подвидов из почти 70 подродов (более половины видового состава этого рода в Палеарктике).
Был руководителем или научным консультантом 25 диссертационных работ.

## Основные работы
Является автором 205 научных работ, включая 12 монографиями, в том числе:
- Долин В. Г. К вопросу о трофических связях личинок жуков-щелкунов (проволочников) // Материалы к изучению фауны и экологии насекомых центральных районов лесостепи Украины: Сб. трудов. Киев, 1963. С. 116—147.
- Долин В. Г. Личинки жуков-щелкунов (проволочники) европейской части СССР. Киев, 1964. 206 с.
- Долин В. Г. Жуки-ковалики. Agrypnini, Negastriini, Dimini, Athoini, Estodini. Киев, 1982. 280 с. (Фауна Украины. Т. 19, вып. 3)
- Долин В. Г. Определитель личинок жуков-щелкунов фауны СССР. Киев, 1978. 126 с.
- Долин В. Г. Жуки-щелкуны. Cardiophorini и Elaterini. Киев, 1988. 202 с. (Фауна Украины. Т. 19, вып. 4)
- Долин В. Г., Атамурадов Х. И. Жуки-щелкуны Туркменистана. Киев, 1994. 177 с.
- Dolin, W. The Indonesian and Malaysian species of Zorochrus sensu stricto Thomson with description of new species (Coleoptera: Elateridae, Negastriinae) // Koleopterologische Rundschau, 1999, Bd. 69, S. 125—136.
- Долин В. Г. Значение личиночных признаков и жилкования крыльев в систематике Elateroidea (Coleoptera). 2000. Изд-во ЗИН РАН, СПб: 51 c.
- Dolin, W. G. Die Bedeutung der Larven-Merkmale und Fluegelgeaeder in der Systematik Elateroidea (Coleoptera)// Entomologica basiliensia, Vol. 22, 2000: S. 179—183.
- Долин В. Г. Жуки-щелкуны (Elateridae, Coleoptera) (морфология, экология, систематика, филогения, хозяйственное значение, меры борьбы). Автореферат докторской диссертации. Киев.,1973. Украинская сельскохозяйственная академия. 1-44.
- Долин В. Г. Ископаемые формы жуков-щелкунов (Elateridae, Coleoptera) из нижней юры Средней Азии. // Ярошенко М. (ред.). Фауна и биология насекомых Молдавии. Кишинёв: Штиинца, 1973. С. 71—82.
- Долин В. Г. К систематике мезозойских жуков-щелкунов (Coleoptera, Elateridae) // Палеонтологический журнал. 1975. № 4: 51—62.
- Долин В. Г. Ископаемые жуки-щелкуны (Coleoptera, Elateridae) подсемейств Negastriinae и Cardiophorinae из верхней юры Каратау // Вестник зоологии, 1976. № 2: 68—75.
- Долин В. Г. Жуки-щелкуны (Coleoptera, Elateridae) из верхней юры Каратау // Долин В. Г., Панфилов Д. В., Пономаренко А. Г., Притыкина Л.H. Ископаемые насекомые мезозоя. Киев: Наукова думка, 1980, С. 17—81.